# Armas Järnefelt
Edvard Armas Järnefelt, född 14 augusti 1869 i Viborg i Storfurstendömet Finland, död 23 juni 1958 i Stockholm, var en finlandssvensk tonsättare och dirigent samt pianoackompanjatör, bekant för sina mindre orkesterstycken, bland annat Berceuse och Praeludium. Han tillhörde ätten Järnefelt.

## Biografi
Han var ett av nio barn till generallöjtnanten och senatorn Alexander av gammal adlig svensk ätt och Elisabeth Järnefelt, född Clodt von Jürgensburg. Kända syskon är: Kasper Järnefelt, författaren Arvid Järnefelt, konstnären Eero Järnefelt och Aino Sibelius, gift med Jean Sibelius. Han var 1893–1908 gift med operasångerskan Maikki Järnefelt-Palmgren och från 1910 med operasångerskan Olivia Edström.
Järnefelt studerade 1887–1890 vid Helsingfors musikinstitut för Martin Wegelius, Albert Becker och Jules Massenet och därefter i Berlin, Paris, Breslau, Magdeburg och Düsseldorf. Åren 1898-1903 var han orkesterdirigent i sin karelska födelsestad Viborg. 
I mars månad 1903 gav Järnefelt sin första konsert i Stockholm, då han ackompanjerande sin hustru Maikki (född Pakarinen) på piano. Tiden 1905-1906 var han ledare för Stockholmsoperans symfonikonserter och anställdes 1907 som kapellmästare (dirigent) vid Kungliga teatern. År 1911 fick han titeln hovkapellmästare och 1923 förste hovkapellmästare. 
År 1932 flyttade Järnefelt tillbaka till Finland, för att bli konstnärlig ledare och förste kapellmästare vid Finska operan i Helsingfors. Trots detta förblev banden till Sverige och svensk musikliv starka, bland annat på grund av hans andra äktenskap med Liva Edström. Mellan åren 1932 och 1936 ledde han Finlands nationalopera och var den som introducerade Wagners operor i Finland. Han tilldelades professors titel i Finland 1940, och 1957 blev han filosofie hedersdoktor vid Helsingfors universitet.
Han är en av de första tonsättarna av finskspråkiga texter, framförallt med motiv i den finska folkmusiken. I val av repertoar framförde han sällan verk som hade tillkommit efter 1900. Han skrev filmmusiken till Mauritz Stillers filmatisering av Sången om den eldröda blomman (1919), vilket anses vara första gången en svensk film fått specialskriven musik, som följde filmens handling och klippning.
En dispyt mellan Järnefelt och Wilhelm Peterson-Berger har gått till hävderna. När Järnefelt verkade som dirigent vid Kungliga Teatern fanns många finländska sångare anställda. Peterson-Berger som var misstänksam mot allt utländskt konfronterade Järnefelt, medan denne drog ärendet vidare inför domstol som ärekränkning. Peterson-Berger vann, medan Järnefelt stämplades som en gynnare av sina egna landsmän.
Han är begravd på Sandudds begravningsplats i Helsingfors.

## Utmärkelser
- Litteris et Artibus,  1907[1]
- Riddare av Vasaorden,  1912[6]
- Riddare av Nordstjärneorden,  1920[7]
- Kommendör av 1. klass av Vasaorden,  1932[8]
- Storkorset av Finlands Lejons orden,  1949[9]
- Konung Gustaf V:s jubileumsminnestecken[7]
- Kommendörstecknet av I klass av Finlands Vita Ros’ orden[7]
- Konung Gustaf V:s jubileumsminnestecken[7]
- Riddare av första klass av Sankt Olavs orden[7]
- Kommendörstecknet av Finlands Vita Ros’ orden[10]
- Kommendör av Dannebrogorden[10]
- Riddare av Polonia Restituta[10]
- Kommendör av Leopolds II:s orden[10]
- Tredje graden av  Preussiska Kronorden[7]
- Kommendör av Civiltjänstorden[10]
- Riddare av Sankt Olavs orden[10]
- Kommendör av Italienska kronorden[10]
- Kommendör av Vasaorden[10]

[Redigera Wikidata]

## Verk

### Orkesterverk
- 1894 Korsholm, symfonisk dikt
- 1895 Heimatklang, symfonisk fantasi
- 1919 Forsfärden, symfonisk dikt

Därutöver två uvertyrer, två sviter, en serenad, Berceuse till orkester, Preludium och Den övergivna.

### Scenisk musik
- 1928 till Aristofanes Fåglarna.

### Filmmusik
- 1919 Sången om den eldröda blomman

### Kantater
Totalt tolv, däribland:
- 1922 Fosterlandets anlete till Åbo universitets invigning
- 1940 Tempelbyggarna till Helsingfors universitets fyrahundraårsjubileum
- 1949 Till Joensuu stads hundraårsjubileum

### Manskvartetter
- Sirkka
- Goethe
- Wanderers Nachtlied

### Solosånger
Femtio till antalet, däribland ”Du”, ”En drömmares sång”, ”Lina”, ”Skymning”, ”Solsken”, ”Söndag”, ”Titania” och ”Fågeln”.